# Sablière (architecture)
Pour les articles homonymes, voir sablière.
 (janvier 2019).
Si vous disposez d'ouvrages ou d'articles de référence ou si vous connaissez des sites web de qualité traitant du thème abordé ici, merci de compléter l'article en donnant les références utiles à sa vérifiabilité et en les liant à la section « Notes et références ».

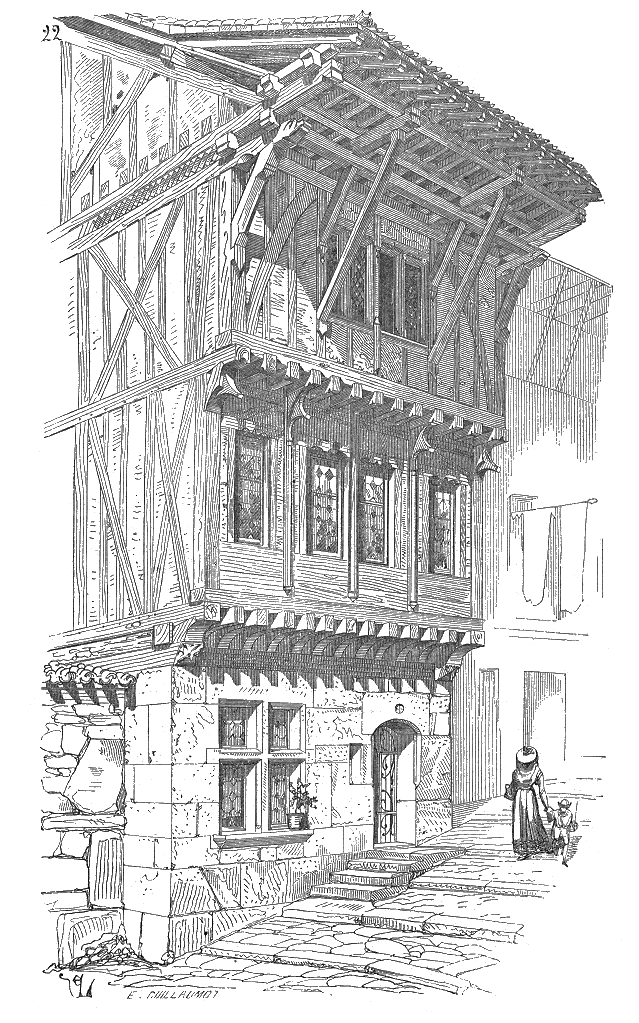
Maison d'Annonay (XVIe siècle) : au premier étage, « trois sablières superposées, jointives, sur lesquelles s'assemblent les montants » (Viollet-le-Duc).

En charpente, une panne sablière est une poutre placée horizontalement sur le mur porteur pour accueillir la charpente (sablière basse appelée aussi sole) ou fixée à la base du versant de toiture (sablière haute pour en soutenir les chevrons). On la nomme ainsi car on la posait sur un lit de sable, qui en fuyant, permettait à la poutre de prendre sa place lentement.

## Description

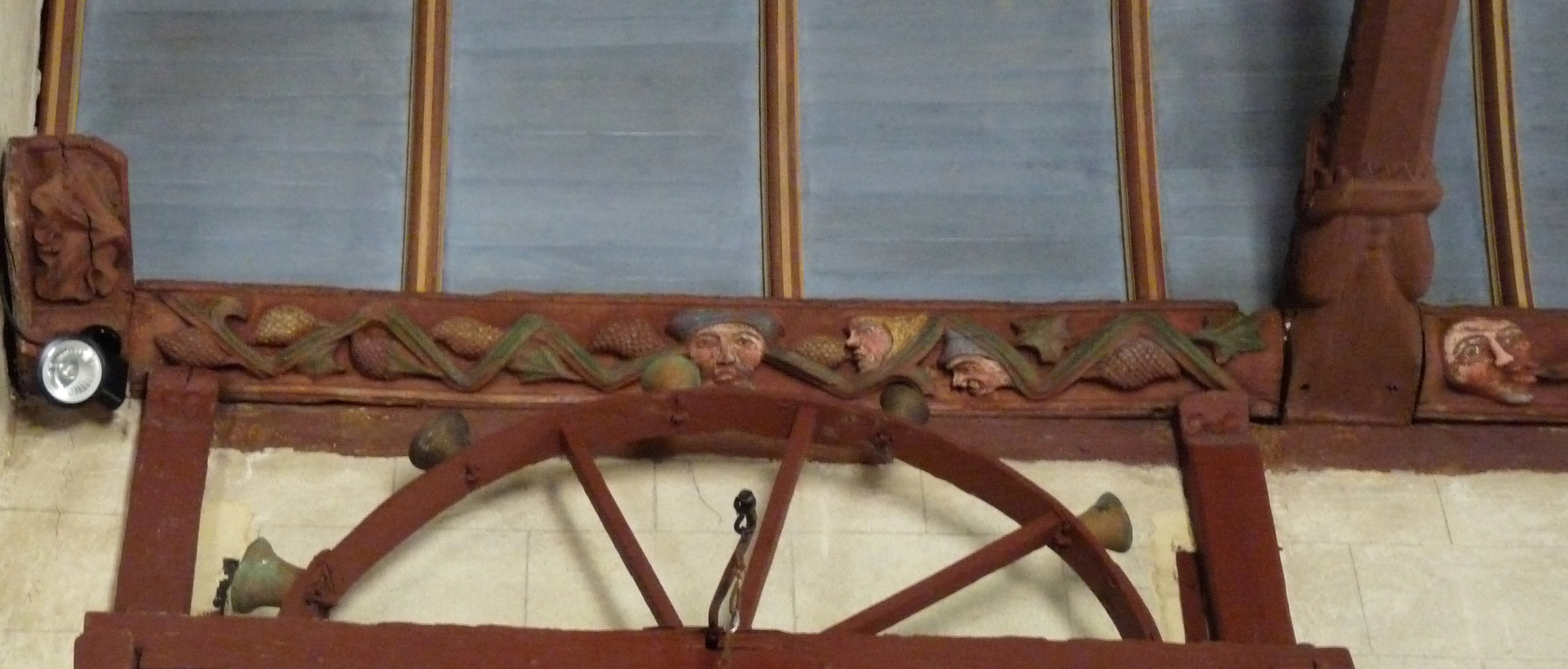
Tête de mandarin chinois sculptée sur la sablière surplombant une roue à carillons à l'église de Confort-Meilars.

Dans les églises, les sablières portent fréquemment des sculptures.
Dans un pan de bois, la sablière est la poutre horizontale appuyée sur les murs qui sépare les étages entre eux et reprend les charges du plancher en plus des charges verticales transmises avec les décharges (poteaux de bois dans le mur) : poids des murs et planchers supérieurs plus toiture.
En charpente métallique, la sablière est une poutre qui relie les têtes des poteaux d'une même file (parallèle au long pan) entre elles. Cette poutre en bas de pente sert à transmettre les efforts de pression du vent (par l'intermédiaire d'une poutre au vent, ou des efforts du vent directement appliqué sur la façade) jusqu'aux palées de stabilité (croix de saint André ou portique de stabilité). Cette poutre travaille uniquement en compression.
On parle de panne sablière lorsque cette poutre reprend aussi une partie des charges de la couverture (toit). Dans ce cas, le rôle de cette poutre est de transmettre les efforts de compression/traction (vent) et de transmettre les descentes de charges (neige/poids propre du toit).